# En saga
En saga (en español: Un cuento de hadas o Una saga) es un poema sinfónico escrito por el compositor finlandés Jean Sibelius en 1892. Tras escuchar la obra coral de Sibelius, Kullervo, el director Robert Kajanus animó a Sibelius a componer una pieza puramente orquestal, que dio lugar a este trabajo. La evolución de esta obra es más bien vaga, aunque se sabe que en 1890-1891 Sibelius había comenzado a componer un octeto para cuerdas, flauta y clarinete. El octeto evolucionó hasta convertirse en un septeto en septiembre de 1892, que fue titulado Escena de Ballet n.º 2 en noviembre de ese año. Sin embargo, en una carta a Adolf Paul de fecha 10 de diciembre de 1892 Sibelius afirmó que había terminado «la pieza orquestal En saga»
Sibelius dirigió el estreno el 16 de febrero de 1893 en Helsinki. Al recibir una invitación de Ferruccio Busoni en 1902 para dirigir la obra en Berlín, Sibelius la revisó y Robert Kajanus dirigió el estreno de la versión final en Helsinki el 2 de noviembre de 1902.

El título está en sueco, la lengua materna de Sibelius. No especificó ninguna historia en ella, a pesar de que hizo el comentario de que cualquier inspiración literaria en general provenía del Eddas islandés en lugar del Kalevala (epopeya nacional finlandesa). En sus últimos años, Sibelius relató a su secretario Santeri Levas:
En Saga es la expresión de un estado de la mente. Pasé por una serie de experiencias dolorosas en el momento y en ningún otro trabajo como este me he descubierto a mí mismo por completo. Es por esta razón que cualquier explicación literaria la encuentro muy extraña.
Está instrumentada para orquesta, incluyendo dos flautas, dos oboes, dos clarinetes (en si♭♭), dos fagotes, cuatro trompas (en fa), tres trompetas (en fa), tres trombones, tuba, bombo, platillos, triángulo, y cuerdas.
La primera grabación comercial de la versión original de En saga fue con Osmo Vänskä y la Lahti Symphony Orchestra (BIS CD-800). Breitkopf & Härtel publicó el arreglo de Gregorio Barrett para septeto de la versión original del poema sinfónico para orquesta en 2003. (MUSICA RARA MR 2283). El Cuarto de la Saga de Septeto fue comercialmente registrados por el Turku Conjunto, Finlandia. Esta grabación fue lanzado en el CD Turku Conjunto: Paisajes Imaginarios por Pilfink Registros en el año 2009.

## Para más información
- Wicklund, Tuija: Jean Sibelius’s En saga and Its Two Versions: Genesis, Reception, Edition, and Form. [Doctoral thesis.] Studia musica, 57. Helsinki:  University of the Arts, Sibelius-Academy, 2014. ISSN 0788-3757. ISBN 978-952-5959-57-4. Online version (PDF).